# Naháč
Naháč este o comună slovacă, aflată în districtul Trnava din regiunea Trnava. Localitatea se află la altitudinea de 246 m deasupra n.m., se întinde pe o suprafață de 19,67 km2 și în 2017 număra 415 locuitori.

## Istoric
Localitatea Naháč este atestată documentar din 1426.

## Demografie
| An:                | 1994 | 2004   | 2014   | 2024    |
| ------------------ | ---- | ------ | ------ | ------- |
| Număr de persoane: | 458  | 441    | 446    | 395     |
| Diferență:         |      | −3,71% | +1,13% | −11,43% |

| An:                | 2023 | 2024   |
| ------------------ | ---- | ------ |
| Număr de persoane: | 396  | 395    |
| Diferență:         |      | −0,25% |